# Лондонская паровая карета

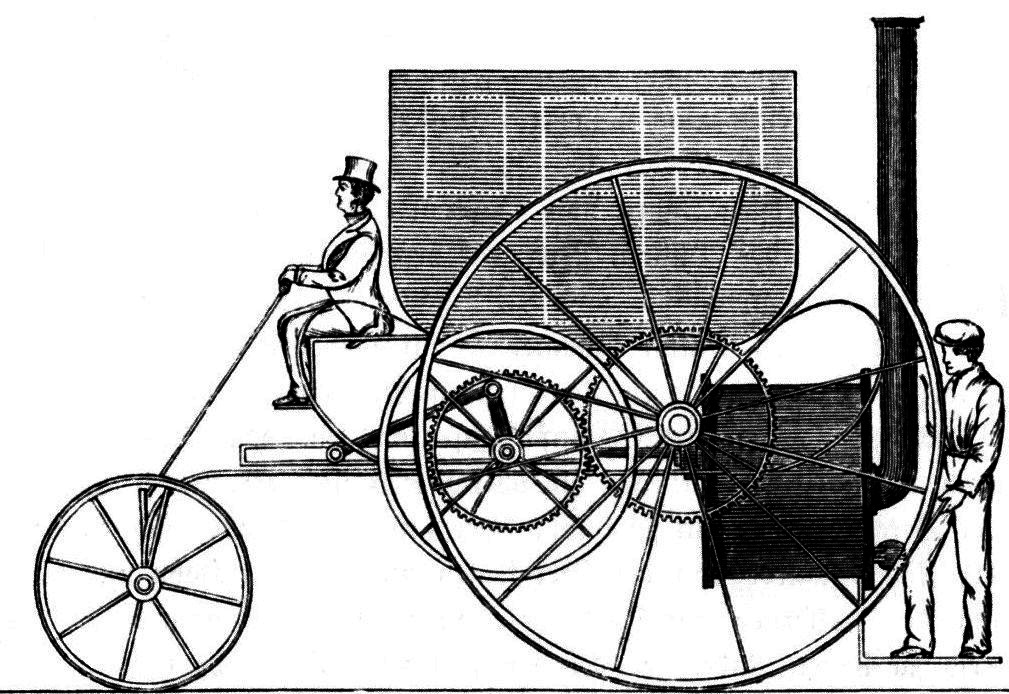
Лондонская паровая карета Ричарда Тревитика

Лондонская паровая карета (англ. London Steam Carriage) — первое запатентованное самоходное транспортное средство с паровым двигателем для перевозки пассажиров. Построено в 1803 году по проекту британского изобретателя Ричарда Тревитика. Лондонская паровая карета была ранним паровым автомобилем, и первым в мире самоходным пассажирским транспортным средством. Хотя первенство в создании самоходного транспорта принадлежит французу Николя Кюньо, который тридцать лет ранее построил первый паровой автомобиль (Телега Кюньо), это был медленно движущийся артиллерийский тягач, не предназначенный для перевозки пассажиров.

## Описание

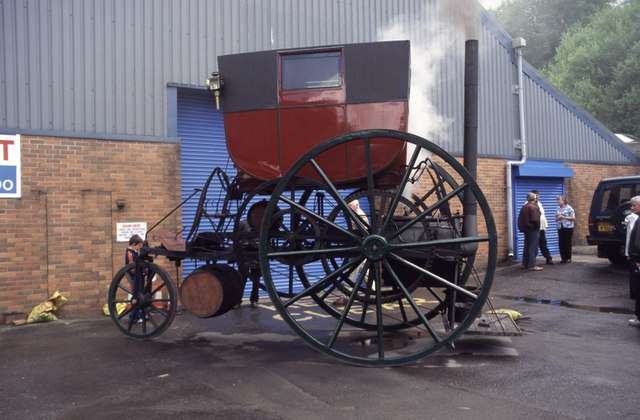

Не все детали кареты известны, но сохранились чертежи, которые сопровождали патентную документацию, как и чертежи, сделанные военно-морским инженером, которого отправили на его испекцию. Дополнительная информация также была получена из отчетов очевидцев.
Коляска оснащалась ведущими колесами диаметром 8 футов (2,4 м), которые предназначены для уменьшения тряски, поскольку дороги того времени были весьма ухабистыми, а тряска могла погасить огонь в топке. Вилочный шток поршня уменьшал расстояние между одним цилиндром и коленчатым валом и в то время считался уникальным новшеством. Пружинное управление клапаном использовалось для минимизации веса маховика, преодолевая один из недостатков промышленных паровых двигателей.
Двигатель имел один горизонтальный цилиндр, который вместе с бойлером и топкой размещался за задней осью. Движение поршня передавалось на отдельный коленчатый вал через вышеупомянутый раздвоенный поршневой шток. Коленчатый вал приводил в движение ось ведущего колеса (которое было оборудовано маховиком) через цилиндрическую шестерню. Паровые краны (используемые для выпускания водяного конденсата из парового котла), силовой насос и сильфонные топки также приводились в движение коленчатым валом.

## Использование
После сборки лондонская паровая карета проходила испытания, проездив примерно 10 миль (16 км) по улицам Лондона до Паддингтона и обратно через Ислингтон с семью или восемью пассажирами со скоростью 4—9 миль в час (6,4—14,5 км/ч), при этом улицы были закрыты для другого движения.
В следующий вечер Тревитик и его коллега попали в аварию, врезавшись в перила дома, и, вкупе с отсутствием интереса к изобретению со стороны потенциальных покупателей и исчерпанием финансовых ресурсов изобретателей, она была в конечном счете отправлена на слом, а её двигатель использовался в мельнице, которая делала обручи для бочек.